# Discographie de Nâdiya
La chanteuse Nâdiya est l’interprète de 6 albums studio. 20 chansons ont fait office de single, 7 d’entre eux se sont classées dans le Top 10 français dont un, Tired of Being Sorry, à la 1re place du Top 50.

## Albums

### Albums studio
| Année | Album              | Classement des ventes | Classement des ventes | Classement des ventes | Ventes  | Certification |
| Année | Album              | FRA                   | BEL                   | SUI                   | Ventes  | Certification |
| ----- | ------------------ | --------------------- | --------------------- | --------------------- | ------- | ------------- |
| 2001  | Changer les choses | —                     | —                     | —                     | 25 000  | —             |
| 2004  | 16/9               | 6                     | 19                    | 76                    | 500 000 | Platine       |
| 2006  | Nâdiya             | 1                     | 4                     | 14                    | 300 000 | Platine       |
| 2007  | La Source          | 35                    | 60                    | —                     | 80 000  | —             |
| 2008  | Électron libre     | 69                    | 61                    | —                     | 35 000  | —             |
| 2019  | Odyssée            | 56                    | —                     | —                     |         | —             |

### DVD
- 2002 :  Changer les Choses (Edition Digipack)
- 2005 :  L'Histoire en 16/9
- 2006 : Nâdiya (Edition Deluxe)
- 2008 :  Électron Libre  (Edition Deluxe)

## Singles
| Année | Single                                                                       | Classement des ventes | Classement des ventes | Classement des ventes | Classement des ventes | Classement des ventes | Certification          | Album              |
| Année | Single                                                                       | FR                    | BEL/Fr                | BEL/Nl                | SUI                   | P-B                   | Certification          | Album              |
| ----- | ---------------------------------------------------------------------------- | --------------------- | --------------------- | --------------------- | --------------------- | --------------------- | ---------------------- | ------------------ |
| 1997  | Dénoue Mes Mains                                                             | —                     | —                     | —                     | —                     | —                     | —                      | Pas d’album        |
| 2001  | J'ai confiance en toi                                                        | 38                    | —                     | —                     | —                     | —                     | —                      | Changer les choses |
| 2001  | Chaque fois                                                                  | 27                    | —                     | —                     | —                     | —                     | —                      | Changer les choses |
| 2004  | Parle-moi                                                                    | 2                     | 2                     | —                     | 11                    | —                     | FR : Argent · BE : Or  | 16/9               |
| 2004  | Et c'est parti... (feat. Smartzee)                                           | 5                     | 2                     | 1                     | 21                    | 14                    | FR : Argent · BE : Or  | 16/9               |
| 2004  | Si loin de vous (Hey oh... Par la radio)                                     | 6                     | 4                     | 10                    | 27                    | —                     | Argent                 | 16/9               |
| 2005  | Signes                                                                       | —                     | —                     | —                     | —                     | —                     | —                      | 16/9               |
| 2006  | Tous ces mots (feat. Smartzee)                                               | 2                     | 4                     | 29                    | 25                    | —                     | Or                     | Nâdiya             |
| 2006  | Roc                                                                          | 2                     | 2                     | —                     | 29                    | —                     | Or                     | Nâdiya             |
| 2006  | Amies-ennemies                                                               | 4                     | 3                     | —                     | 40                    | —                     | Argent                 | Nâdiya             |
| 2007  | Vivre ou survivre                                                            | 26                    | —                     | —                     | —                     | —                     | _                      | La Source          |
| 2008  | À mon père (feat Idir)                                                       | —                     | —                     | —                     | —                     | —                     | —                      | La Source          |
| 2008  | Tired of Being Sorry (Laisse le destin l'emporter) (Enrique Iglesias Nâdiya) | 1                     | 1                     | —                     | 6                     | —                     | FR : Platine · BE : Or | Électron libre     |
| 2008  | No Future in the Past (Nadiya & Kelly Rowland)                               | —                     | —                     | —                     | —                     | —                     | —                      | Électron libre     |
| 2009  | J'irai jusque-là                                                             | —                     | —                     | —                     | —                     | —                     | —                      | Électron libre     |
| 2009  | Miss you                                                                     | —                     | —                     | —                     | —                     | —                     | —                      | Électron libre     |
| 2017  | Unity                                                                        | —                     | —                     | —                     | —                     | —                     | —                      | Odyssée            |
| 2018  | Top                                                                          | —                     | —                     | —                     | —                     | —                     | —                      | Odyssée            |
| 2019  | Victory                                                                      | —                     | —                     | —                     | —                     | —                     | —                      | Odyssée            |
| 2019  | Nirvana                                                                      | —                     | —                     | —                     | —                     | —                     | —                      | Odyssée            |
| 2022  | Rock (Nadiya x Baran)                                                        | —                     | —                     | —                     | —                     | —                     | —                      | N/A                |

## Participations
- 2004 : Amade - Chanter qu'on les aime  feat. Corneille (chanteur), Florent Pagny, Natasha St Pier, Nolwenn Leroy, Yannick Noah, Jenifer, Chimène Badi, Diane Tell, Calogero, Bénabar, Tété, Diam's, Anthony Kavanagh, Nadiya, Tragédie (groupe), Willy Denzey, Matt Houston (chanteur), Lokua Kanza, M.Pokora et Singuila.
- 2005 : Lady Marmelade (sur l'album 500 choristes avec...)
- Et j'avance - Gilles Luka featuring Nâdiya (2011)

## Clips
| Année | Clip                  | Réalisateur            | Album              |
| ----- | --------------------- | ---------------------- | ------------------ |
| 2001  | J'ai confiance en toi | Xavier Gens            | Changer les choses |
| 2001  | Chaque fois           | Xavier Gens            | Changer les choses |
| 2004  | Parle-moi             | Xavier Gens            | 16/9               |
| 2004  | Et c'est parti        | Thierry Vergnes        | 16/9               |
| 2004  | Si loin de vous       | Thierry Vergnes        | 16/9               |
| 2005  | Signes                | Thierry Vergnes        | 16/9               |
| 2006  | Tous ces mots         | Thierry Vergnes        | Nâdiya             |
| 2006  | Roc                   | Thierry Vergnes        | Nâdiya             |
| 2006  | Amies-ennemies        | Thierry Vergnes        | Nâdiya             |
| 2007  | Vivre ou survivre     | Thierry Vergnes        | La Source          |
| 2008  | À mon père            | Thierry Vergnes        | La Source          |
| 2008  | Tired Of Being Sorry  | Thierry Vergnes        | Électron Libre     |
| 2008  | No Future in the Past | Thierry Vergnes        | Électron Libre     |
| 2009  | J'irai jusque-là      |                        | Électron Libre     |
| 2017  | Unity                 |                        | Odyssée            |
| 2018  | Top                   | Jean-Frédéric Chaleyat | Odyssée            |
| 2019  | Nirvana               | Rayvacks               | Odyssée            |
| 2019  | Victory               | Rayvacks               | Odyssée            |
| 2022  | Rock                  | L-shan Mo              | N/A                |